# Karl-Heinz Neukirch
Karl-Heinz Neukirch (* 21. November 1961 in Westenholz) ist ein ehemaliger deutscher Fußballspieler.

## Werdegang
Der Abwehrspieler Karl-Heinz Neukirch begann seine Karriere beim Amateurverein SuS Westenholz aus Delbrück im Kreis Paderborn. Später wechselte er zum Delbrücker SC, bevor er im Sommer 1981 zum TuS Schloß Neuhaus aus Paderborn ging. Mit den Neuhäusern wurde er ohne Einsatz Meister der Oberliga Westfalen und schaffte in der folgenden Aufstiegsrunde den Aufstieg in die 2. Bundesliga. Neukirch gab sein Profidebüt am 15. Januar 1983 bei der 2:3-Niederlage seines Vereins gegen die SG Union Solingen. Am Saisonende stieg Neukirch mit seiner Mannschaft als Tabellenletzter ab.
Im Sommer 1985 wechselte Neukirch zum Zweitligisten KSV Hessen Kassel, mit dem er zwei Jahre später aus der 2. Bundesliga abstieg. Daraufhin ging Neukirch zum Oberligisten SC Verl, mit dem er im Sommer 1991 Meister der Oberliga Westfalen wurde. In der folgenden Aufstiegsrunde zur 2. Bundesliga scheiterte Verl jedoch am FC Remscheid. Neukirch beendete daraufhin seine Karriere. Er absolvierte 52 Zweitligaspiele und erzielte dabei zwei Tore, davon 13 Spiele für Schloß Neuhaus sowie 39 Spiele und zwei Tore für Kassel.